# Gare de Shimo-Imaichi
La gare de Shimo-Imaichi (下今市駅, Shimo-Imaichi-eki) est une gare ferroviaire de la ville de Nikkō, dans la préfecture de Tochigi au Japon. La gare est exploitée par la compagnie Tōbu.

## Situation ferroviaire
La gare est située au point kilométrique (PK) 87,4 de la ligne Tōbu Nikkō. Elle marque le début de la ligne Tōbu Kinugawa.

## Histoire
La gare de Shimo-Imaichi a été inaugurée le 7 juillet 1929.

## Service des voyageurs

### Accueil
La gare dispose d'un bâtiment voyageurs, avec guichets, ouvert tous les jours.

### Desserte
- Ligne Tōbu Nikkō :
  - voie 1 : direction Tōbu-Nikkō
  - voies 3 et 4 : direction Tōbu-dōbutsu-kōen, Kita-Senju et Asakusa
- Ligne Tōbu Kinugawa :
  - voie 2 : direction Kinugawa-onsen et Shin-Fujiwara